# 尹祚乾
尹 祚乾（いん そけん、1887年 〈光緖3年〉12月 – 1964年 〈民国53年〉）は、中華民国・満洲国の海軍軍人・実業家。中華民国では東北艦隊に所属し、満洲国では江防艦隊司令官・江上軍司令官となる。後に南京国民政府（汪兆銘政権）に転じた。

## 事績

### 満洲国以前の経歴
幼い頃から学を好み、1903年（光緒29年）に日本へ留学する。1910年（明治43年）4月5日、東京高等商船学校航海科を卒業。その後、海軍砲術学校・海軍水雷学校も卒業した。
帰国直後に辛亥革命が勃発すると、尹祚乾は上海で革命派に加わり、滬軍都督府海軍陸戦隊大隊長をつとめた。1913年（民国2年）1月31日、北京政府で海軍少校となる。1922年（民国11年）7月、「利済」艦長となり、以後、「利捷」艦長、「江亭」艦長を歴任している。なお、1927年（民国16年）7月23日に海軍中校の位を授与された。国民政府では張学良率いる東北軍で「江興」艦長となり、ソ連海軍とも交戦したことがある。

### 江防艦隊・江上軍司令官
1931年（民国20年）9月に満洲事変が勃発すると、東北艦隊総指揮官・沈鴻烈、艦隊司令官・許剛哲らは南方へ逃れたが、総教練官兼海軍補充隊大隊長の尹祚乾は東北に残留した。尹は海軍少佐・佐々木高信と交渉し、翌1932年(民国21年)2月15日、東北艦隊の艦艇5隻をハルビンで日本側に引き渡している。
満洲国建国後の同年（大同元年）8月、尹祚乾は海軍少将江防艦隊司令官に就任し、1935年（康徳2年）8月、海軍中将に昇進した。1939年（康徳6年）2月、陸軍中将江上軍司令官となった。しかし1941年（康徳8年）3月3日、尹は軍事諮義官に移されて江防艦隊・江上軍に対する指揮権を喪失し、李文龍が後任の江上軍司令官となった。

### 汪兆銘政権への移籍
同年（民国30年）、南京国民政府（汪兆銘政権）軍事委員会委員・凌霄の推薦により、尹祚乾は南京国民政府に移籍した。1942年（民国31年）10月2日、尹は南京要港中将司令に任命されている。同年中に海軍上将へ昇進し、翌1943年（民国32年）10月10日には凌と共に陸軍少将も兼ねた。しかし、この頃から汪兆銘政権の陸海軍人間で内部対立が激化したため、1944年（民国33年）3月、尹はいったん軍人を引退し、南京市で内河輪船公司経理となっている。
日本敗北後、尹祚乾は漢奸の名簿にいったんは入れられたが、後になって蔣介石の手配により実際の訴追を免れた模様である。1949年（民国38年）、台湾に逃れ、海軍司令の1人として再起用された。晩年は軍人を再引退して実業界に入った。
1964年（民国53年）、死去。享年78。